# 武田美穂
武田 美穂（たけだ みほ、女性、1959年12月28日 - ）は、日本の絵本作家、イラストレーター。血液型AB型。
太い描線で描かれる愛らしいキャラクターと、コマ割りや吹き出しを使った漫画チックな作風を特徴とする。

## 来歴・人物
東京都出身。父は大映の映画製作者・武田敦、母は女優・岸旗江。
日本大学芸術学部油絵科中退。
図書館アルバイトを経て、1987年に『あしたえんそく』で絵本作家としてデビュー。同書はクレヨンハウス絵本大賞の優秀作品に選ばれる。1991年に発表した『となりのせきのますだくん』は絵本にっぽん大賞、講談社出版文化賞絵本賞を受賞。1992年度青少年読書感想文全国コンクールの課題図書（低学年の部）にも選ばれ、代表作となった。同作に登場する「みほちゃん」は自身をモデルにしているとされている。
1991年『ふしぎのおうちはドキドキなのだ』で絵本にっぽん賞を受賞。
2001年『すみっこのおばけ』で第6回日本絵本賞読者賞（山田養蜂場賞）、第11回けんぶち絵本の里大賞を受賞。
自ら文を担当した作品以外でも、2007年に『おかあさん、げんきですか。』で日本絵本賞大賞、同読者賞を受賞。作家・森絵都とコンビを組んだ「にんきものの本シリーズ」や、あまんきみこや松谷みよ子の童話に挿絵をつけた作品など多くの著作を持つ。またNHKの子供向け番組のキャラクターデザイン、小学校等での子ども向けワークショップなども手がけている。

## 主な作品

### 文・絵
- 『あしたえんそく』（偕成社） 1987年
- 『スーパー仮面はつよいのだ』（ポプラ社） 1989年
- 『ふしぎのおうちはドキドキなのだ』（ポプラ社） 1991年
- 『きょうはすてきなおばけの日!』（ポプラ社） 1992年
- 『あいうえおちあいくん』（ポプラ社） 1994年
- 『きょうはすてきなくらげの日!』（ポプラ社） 1998年
- 『すみっこのおばけ』（ポプラ社） 2000年
- 『ありんこぐんだん わはははははは』（理論社） 2002年
- 『あしたえんそく! らんらんらん』（理論社） 2002年
- 『こわいドン』（理論社） 2003年
- 『か・げ』（理論社） 2007年
- 『ハンバーグハンバーグ』（ほるぷ出版） 2009年
- 『どーんちーんかーん』（講談社） 2011年
- 『パパ・カレー』（ほるぷ出版）2011年
- 『オムライス ヘイ!』（ほるぷ出版） 2012年
- 『なぞなぞフッフッフー』（ほるぷ出版） 2014年
- 『かっぱぬま』（あすなろ書房） 2014年

#### 「ますだくん」シリーズ
- 『となりのせきのますだくん』（ポプラ社） 1991年
- 『ますだくんのランドセル』（ポプラ社） 1995年
- 『ますだくんの1ねんせい日記』（ポプラ社） 1996年
- 『ますだくんとはじめてのせきがえ』（ポプラ社） 1996年
- 『ますだくんとまいごのみほちゃん』（ポプラ社） 1997年

### 挿絵
- 『あまんきみこ童話集 2』
- 「モモちゃんえほん」シリーズ（松谷みよ子分、講談社） 1995年 - 1997年
- 『ねんどの神さま』（那須正幹文、ポプラ社） 1992年
- 『女なんてだいきらい』（上條さなえ文、偕成社） 1994年
- 『スケートねこ』（佐藤さとる文、ポプラ社） 1997年
- 『教室 - 6年1組がこわれた日』（斉藤栄美文、ポプラ社） 1999年
- 「カボちゃん」シリーズ（高山栄子文、理論社） 2000年 -
- 『五体不満足』（乙武洋匡文、講談社青い鳥文庫） 2000年
- 『声にだすことばえほん 吾輩は猫である』（夏目漱石、齋藤孝編、ほるぷ出版） 2006年
- 『おかあさん、げんきですか。』（後藤竜二文、ポプラ社） 2006年
- 『二十四の瞳』（壺井栄文、講談社青い鳥文庫） 2007年
- 『マネキンさんがきた』（中村李衣文、BL出版） 2018年

#### 「にんきものの本」シリーズ
（森絵都文、童心社）
- 『にんきもののひけつ』 1998年
- 『にんきもののねがい』 1998年
- 『にんきものをめざせ!』 2001年
- 『にんきもののはつこい』 2001年

### その他
- ざわざわ森のがんこちゃん（NHK教育）キャラクターデザイン
- やんちゃるモンちゃ（NHK教育『おかあさんといっしょ』内コーナー）キャラクターデザイン
- おはなしのくに「いっすんぼうし」（NHK教育）イラスト
- トラベルミン（エーザイ）パッケージイラスト